# Пересмішник сірий
Пересмішник сірий (Dumetella carolinensis) — середнього розміру горобцеподібний птах з родини пересмішникових, поширений у Північній і Центральній Америці. Це єдиний представник монотипного роду сірий пересмішник (Dumetella), дещо спорідненого з іншими американськими пересмішниками та дроздами.

## Номенклатура і таксономія
Назва Dumetella ґрунтується на латинському терміні dūmus («тернисті зарості»); таким чином, це означає «мала тернова пташка». Назви відображає звичку птахів виду співати, сховавшись у підліску. Видовий епітет carolinensis — новолатинське «каролінський», що означає екологічну приуроченість то т. зв. каролінських лісів. Англійська назва catbird від вокалізацій, які нагадують котяче нявчання.
Вид був уперше описаний Карлом Ліннеєм у його виданні Systema naturae від 1766 року. Його первісна назва Muscicapa carolinensis відображала поширене в той час уявлення про сірого пересмішника як про мухоловку Старого Світу.
Назва роду має заплутану номенклатурну історію. Монотипний рід Galeoscoptes, запропонований Жаном Кабанісом у 1850 році, широко застосовувався до 1907 року. Це ім'я приблизно означає «покритоголовий пересмішник», від латинського galea «шолом» і давньогрецького skóptein (σκώπτειν, «клясти» або «перекривляти»). Але, як виявилося, Dumetella був технічно прийнятним старшим синонімом, незважаючи на те, що особливі обставини його публікації залишили ідентичність автора невирішеною аж до 1989 року. Як виявилося, назва роду було опубліковано Чарльзом Торольдом Вудом в 1837 році. Його опис дещо ексцентричний, і був опублікований під його псевдонімом «S.D.W». Вуд помилково називає його джерело — Загальний синопсис птахів Джона Летема 1783 року — називаючи птаха «котячим дроздом», ймовірно, тому, що він знав вид під цією назвою з Загальної зоології Джорджа Шоу. Назва, дана видові Летемом була «cat flycatcher» («котяча мухоловка»), аналогічна науковій назві Ліннея..
Дж. Шоу (а слідом і К. Т. Вуд) використовують видовий епітет, даний Л. Ж. П. В'єйо felivox, що означає «котячоголосий», скорочення латинського felis («кіт») і vox («голос»). В'єйо, на відміну від попередніх авторів, вважав, що птах є справжнім дроздом (Turdus).
Хоча пересмішників переважно відносили до дроздових до 1850-х років, це було не більш правильним, ніж розглядати їх як мухоловок Старого Світу, оскільки ці три родини є різними лініями надродини Muscicapoidea. В середині 20-го століття, дроздові і навіть велика частина Sylvioidea були об'єднані в Muscicapidae — але Mimidae не були.
Нарешті, дрібніші пересмішники сірі з Бермудських островів, які мають пропорційно вузькі і коротші хвостові і первинні махові пера, були описані як підвид bermudianus («бермудський») за Аутрамом Бенґсом в 1901 році. Але цей таксон ніколи не був широко прийнятий, і сьогодні пересмішник сірий, як правило, вважається монотипним як вид.

## Опис
Дорослі важать від 23.2 до 56.5 г, у середньому 35-40 г. В довжину розміри коливаються від 20.5 до 24 см і між від 22 до 30 см через крила. Серед стандартних вимірювань хорда крила становить 8.4 до 9.8 см, хвіст 7.2 до 10.3 см, дзьоб від 1.5 до 1.8 см і передплесно — 2.7 до 2.9 см.. Пересмішники сірі є звичайно свинцево-сірого кольору майже повсюди. Верхня частина голови має темнішу «шапочку». Покривне пір'я підхвістя — іржавого кольору, і махові та рульові — чорні, деякі з білою облямівкою. Тонкий дзьоб, очі, ноги і ступні також чорні. Самців і самиць не можна розрізняти за зовнішнім виглядом; тож різна поведінка в період розмноження, як правило, — єдиний ключ для спостерігача. У ювенільних ще менш контрастне забарвленням, з піщано-рудими покривними перами підхвістя.

### Живлення
Приблизно 50 % їжі пересмішника сірого — це фрукти та ягоди. Вони також їдять деревних і дощових червів, жуків та інших комах. Влітку сірі пересмішники їдять в основному мурах, жуків, коників, гусениць і лускокрилих. Вони також з'їдають ягоди падуба, вишні, бузини, отруйного плюща, лаврів і ожини.

### Вокалізація
Англійська назва виду дана на честь його котячого поклику. Як і більшість членів родини Mimidae, він також імітує пісні інших птахів, а також пісні райкових (деревних жаб) і навіть механічні звуки. Через добре розвинений сиринкс співочих птахів він здатний одночасно видавати два різні звуки. Сигнал тривоги нагадує дещо притишений поклик самця крижня.
Пісню пересмішника сірого легко відрізнити від пісні пересмішника багатоголосого (Mimus polyglottos) або тремблера прямодзьобого (Toxostoma rufum), оскільки перший пересмішник повторює свої фрази або «строфи» три-чотири рази, тремблер зазвичай двічі, але пересмішник сірий співає більшість фраз тільки один раз. Пісню сірого пересмішника зазвичай описують як різкішу і менш мелодійну, ніж у пересмішника багатоголосого.
На відміну від багатьох співочих птахів, які обирають для співу підвищене сідало, сірий пересмішник часто співає, сидячи в гущавині куща або малого дерева, закритий від огляду листям.

## Екологія та поведінка

### Географічний ареал і життєве середовище
Характерні для більшої частини помірної Північної Америки на схід від Скелястих гір, пересмішники сірі мігрують до південно-східних США, Мексики, Центральної Америки і Карибського басейну взимку; окрім випадкових залітних особин, вони завжди залишаються на схід від американських Кордильєр. Зальоти птахів до Західної Європи є надзвичайно рідкісними. Нормально присутні в місцях розмноження до травня, більшість відмігровують на зимові поселення у вересні-жовтні; так виглядає, що цей вид все більше розширює своє перебування в літньому діапазоні, а деякі в даний час залишаються до середини зими в найбільш північних місцях на широті Огайо. Сірий пересмішник — мігруючий вид. Весняна міграція триває зі змінами від березня до травня, а осіння з кінця серпня до листопада..
Птах має тенденцію уникати щільних безперервних лісів і не замешкує хвойних, соснових лісів. Віддають перевагу щільним заростям, особливо полюбляють тернисті кущі та рідколісся.. Трапляються серед чагарників, на узліссях, на зарослих сільськогосподарських угіддях і в покинутих садах. На Бермудських островах їхніми переважними місцями проживання є чагарникові скраби і миртові болота.. Під час зимового сезону птахів приваблюють багаті на ягоди зарості, особливо близько водних джерел..

### Розмноження
Їх місцем розмноження є напіввідкриті ділянки з густою низькою чагарниковою рослинністю; вони також зустрічаються в міських , приміських і сільських місцях проживання. У зимові місяці вони, як виглядає, тримаються коло людей. Ці птахи в основному шукають поживу на землі в листяній підстилці, а також у кущах і на деревах. Вони в основному їдять членистоногих і ягоди. У зимові місяці дереваCymbopetalum mayanum (Annonaceae) і Trophis racemosa (Moraceae) мають плоди, які полюбляють ці птахи, і такі дерева можна посадити, щоб привабити сірих пересмішників до парків і садів.
Вони будують громіздке чашоподібне гніздо в кущі або на дереві, близько до землі. Яйця світло-блакитного кольору, а розмір кладки коливається від 1 до 5, найчастіше 2–3 яйця. Обоє батьків по черзі годують пташенят.

## Хижаки і загрози
Зазвичай обережна пташка, але її можна приманити «пішинговим» звуком. Сірі пересмішники не бояться хижаків і агресивно реагують на них, розпустивши крила і хвости, з характерним нявкаючим звуком. Відомі випадки, коли вони навіть атакують і клюють хижаків, які підходять надто близькі до їхніх гнізд. Вони також знищують яйця гніздового паразита вашера буроголового (Molothrus ater), підкинуті в їхні гніздах, розкльовуючи або викидаючи їх з гнізда.
Цей вид широко розповсюджений і, як правило, чисельний, хоча його звичка ховатися в гущавині роблять його менш помітним. Він не вважається під загрозою за шкалою МСОП як за поширенням, так і за кількістю.
На Бермудських островах, однак, сірі пересмішники колись були дуже поширеними, але їх кількість значно скоротилася в останні роки через вирубування лісів і хижацтво гнізд з боку інтродукованих видів (включаючи пітангу велику (Pitangus sulphuratus)) і європейського шпака (Sturnus vulgaris). У Сполучених Штатах цей вид користується спеціальним захистом згідно з Угодою про мігруючих птахів 1918 року.